# ピバロニトリル
ピバロニトリル（英: Pivalonitrile）は、化学式(CH3)3CCN もしくは t-BuCNで表されるニトリルの一種。無色透明の液体で、溶剤や、錯体化学における配位子として使われる。ピバロニトリルのイソシアニド異性体はtert-ブチルイソシアニドである。

## 安全性
日本の消防法では危険物第4類第二石油類（非水溶性）、毒物及び劇物取締法では劇物に区分される。